# 马来亚共产党革命派
马来亚共产党革命派（英語：Communist Party of Malaya Revolutionary Faction）成立于1974年8月1日，由马来亚共产党内部不满中央开展的“肃反”运动的成员组成。该党掌控了泰国南部原属马共的几个基地。1982年7月，该党的武装遭到泰国政府军围剿，几个主要基地被占领。1983年12月，该党与也分裂自马共的马来亚共产党（马列）合并为马来西亚共产党。